# 카토비체

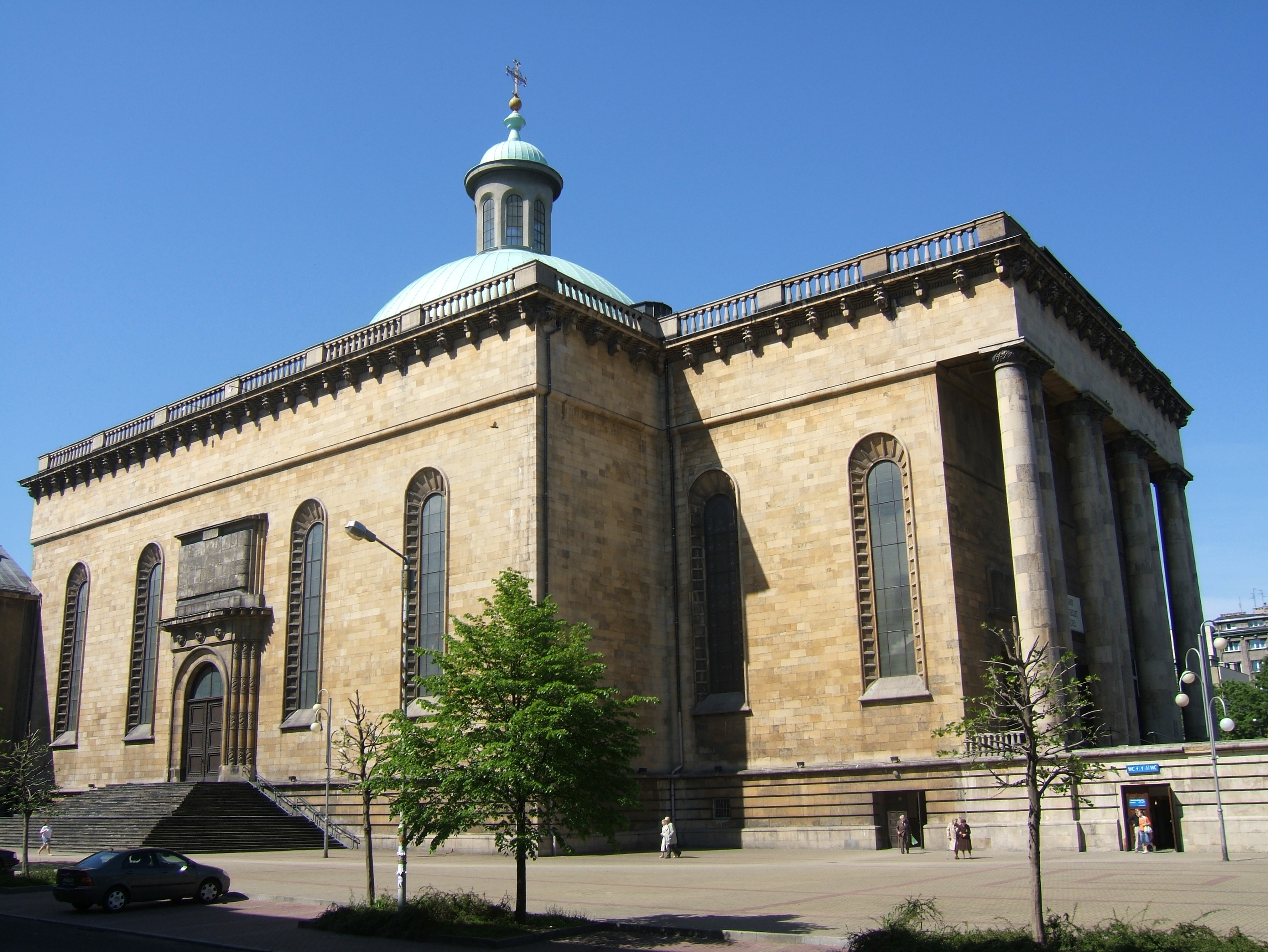
카토비체 성당

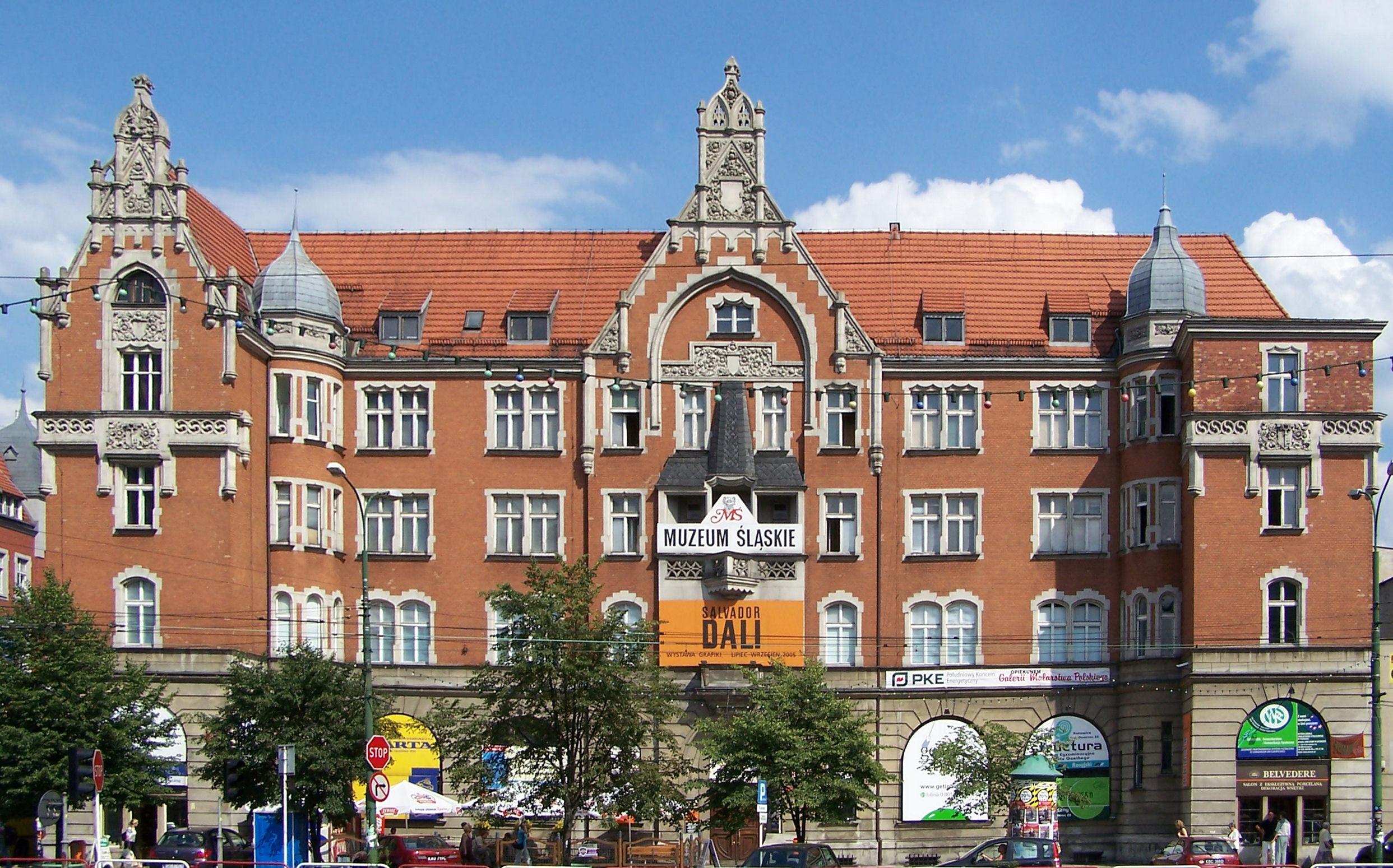
카토비체 실롱스크 박물관

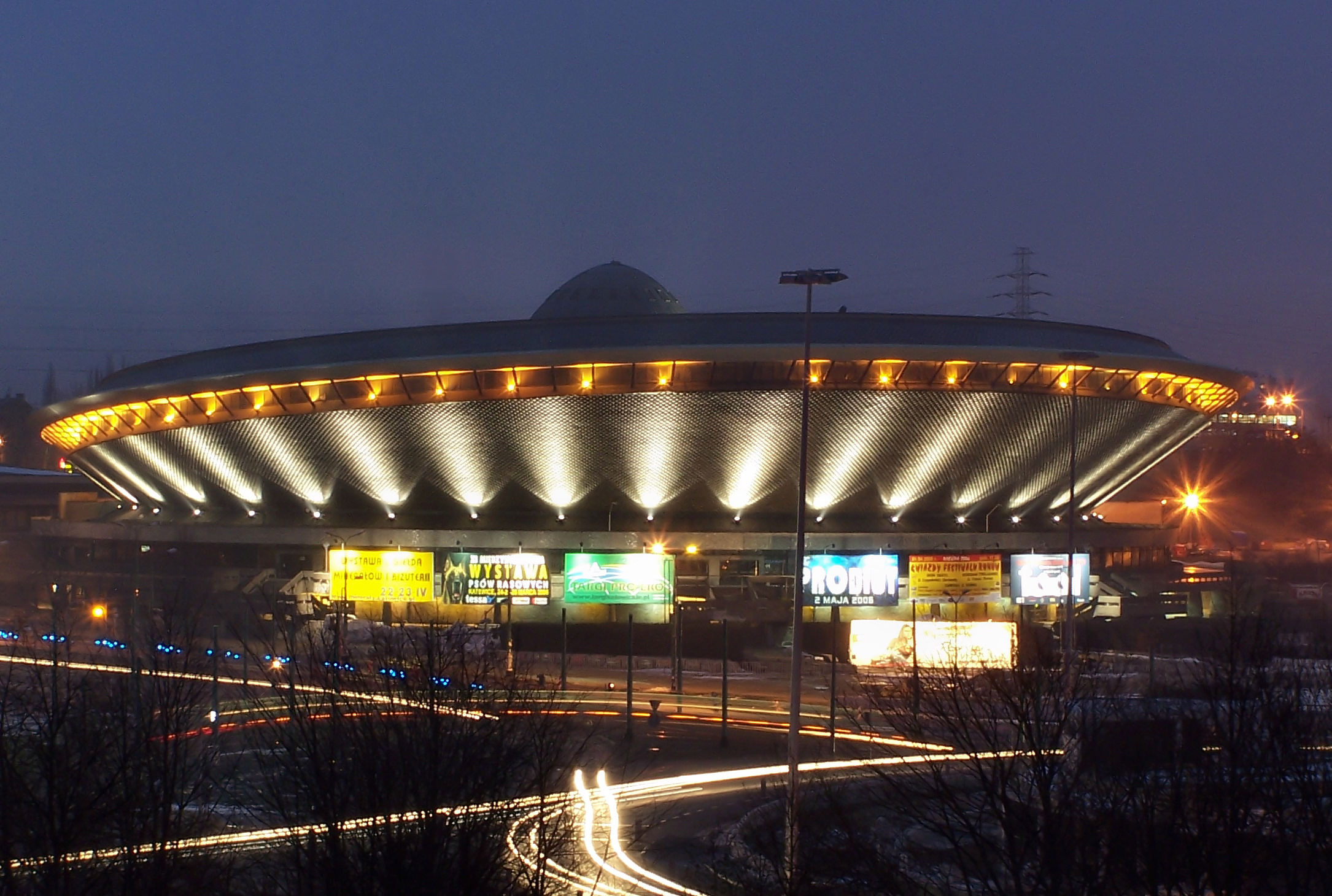
카토비체 스포데크 (Spodek)

카토비체(폴란드어: Katowice; 체코어: Katovice; 독일어: Kattowitz 카토비츠[*])는 폴란드의 도시로 실롱스키에 주(州)의 주도(州都)이다. 인구는 약 32만 명(2004년 말)이다.

## 인구
| 연도 | 인구    | ±%      |
| ---- | ------- | ------- |
| 1783 | 294     | —       |
| 1845 | 1,326   | +351.0% |
| 1870 | 6,780   | +411.3% |
| 1897 | 25,000  | +268.7% |
| 1910 | 43,173  | +72.7%  |
| 1924 | 112,822 | +161.3% |
| 1939 | 134,000 | +18.8%  |
| 1945 | 107,735 | −19.6%  |
| 1950 | 175,496 | +62.9%  |
| 1955 | 199,907 | +13.9%  |
| 1960 | 269,926 | +35.0%  |
| 1970 | 305,000 | +13.0%  |
| 1980 | 355,117 | +16.4%  |
| 1987 | 368,621 | +3.8%   |
| 1997 | 348,974 | −5.3%   |
| 2009 | 308,724 | −11.5%  |
| 2015 | 299,910 | −2.9%   |
| 2017 | 297,197 | −0.9%   |

## 기후
| 카토비체의 기후                                                                | 카토비체의 기후 | 카토비체의 기후 | 카토비체의 기후 | 카토비체의 기후 | 카토비체의 기후 | 카토비체의 기후 | 카토비체의 기후 | 카토비체의 기후 | 카토비체의 기후 | 카토비체의 기후 | 카토비체의 기후 | 카토비체의 기후 | 카토비체의 기후 |
| 월                                                                             | 1월             | 2월             | 3월             | 4월             | 5월             | 6월             | 7월             | 8월             | 9월             | 10월            | 11월            | 12월            | 연간            |
| ------------------------------------------------------------------------------ | --------------- | --------------- | --------------- | --------------- | --------------- | --------------- | --------------- | --------------- | --------------- | --------------- | --------------- | --------------- | --------------- |
| 역대 최고 기온 °C (°F)                                                         | 16.0 (60.8)     | 18.8 (65.8)     | 22.8 (73.0)     | 29.5 (85.1)     | 32.2 (90.0)     | 34.6 (94.3)     | 35.7 (96.3)     | 37.2 (99.0)     | 34.4 (93.9)     | 26.6 (79.9)     | 20.9 (69.6)     | 18.2 (64.8)     | 37.2 (99.0)     |
| 일평균 최고 기온 °C (°F)                                                       | 1.8 (35.2)      | 3.7 (38.7)      | 8.2 (46.8)      | 14.9 (58.8)     | 19.6 (67.3)     | 22.9 (73.2)     | 24.9 (76.8)     | 24.6 (76.3)     | 19.2 (66.6)     | 13.7 (56.7)     | 7.8 (46.0)      | 2.7 (36.9)      | 13.7 (56.7)     |
| 일일 평균 기온 °C (°F)                                                         | −1.6 (29.1)     | 0.1 (32.2)      | 3.6 (38.5)      | 9.3 (48.7)      | 13.8 (56.8)     | 17.3 (63.1)     | 19.1 (66.4)     | 18.6 (65.5)     | 13.7 (56.7)     | 8.9 (48.0)      | 4.2 (39.6)      | 0.0 (32.0)      | 9.0 (48.2)      |
| 일평균 최저 기온 °C (°F)                                                       | −4.3 (24.3)     | −3.4 (25.9)     | −0.7 (30.7)     | 3.5 (38.3)      | 8.0 (46.4)      | 11.7 (53.1)     | 13.4 (56.1)     | 12.9 (55.2)     | 8.9 (48.0)      | 4.6 (40.3)      | 0.9 (33.6)      | −2.9 (26.8)     | 4.4 (39.9)      |
| 역대 최저 기온 °C (°F)                                                         | −27.4 (−17.3)   | −30 (−22)       | −20.8 (−5.4)    | −8.2 (17.2)     | −3.4 (25.9)     | −0.3 (31.5)     | 4.8 (40.6)      | 3.1 (37.6)      | −3.4 (25.9)     | −8 (18)         | −16.3 (2.7)     | −24.4 (−11.9)   | −30 (−22)       |
| 평균 강수량 mm (인치)                                                          | 43.8 (1.72)     | 39.4 (1.55)     | 47.7 (1.88)     | 44.9 (1.77)     | 75.7 (2.98)     | 78.7 (3.10)     | 103.8 (4.09)    | 73.1 (2.88)     | 69.9 (2.75)     | 53.4 (2.10)     | 49.0 (1.93)     | 43.8 (1.72)     | 723.2 (28.47)   |
| 평균 강수일수 (≥ 0.1 mm)                                                       | 17.50           | 15.97           | 14.77           | 12.00           | 14.73           | 14.30           | 14.83           | 12.23           | 12.37           | 14.07           | 14.23           | 16.43           | 173.44          |
| 평균 강설일수 (≥ 0 cm)                                                         | 17.7            | 15.2            | 6.1             | 1.4             | 0.0             | 0.0             | 0.0             | 0.0             | 0.0             | 0.2             | 4.4             | 13.1            | 58.1            |
| 평균 상대 습도 (%)                                                             | 84.6            | 80.5            | 74.1            | 66.5            | 69.8            | 70.8            | 71.8            | 73.4            | 79.6            | 83.0            | 85.9            | 86.3            | 77.2            |
| 평균 월간 일조시간                                                             | 50.7            | 70.6            | 122.6           | 182.7           | 223.7           | 230.6           | 246.8           | 241.3           | 162.6           | 114.5           | 61.3            | 43.0            | 1,750.3         |
| 출처 1: 폴란드 기상수자원관리연구소 (평년값: 1991년~2020년, 극값: 1951년~현재) |                 |                 |                 |                 |                 |                 |                 |                 |                 |                 |                 |                 |                 |
| 출처 2: Meteomodel.pl (극값 일부, 상대습도)                                    |                 |                 |                 |                 |                 |                 |                 |                 |                 |                 |                 |                 |                 |

## 지리 및 산업
라바 강(Rawa) 연안에 위치한 공업 도시이다. 제1차 세계 대전 이후 도시 주민들은 독일에 속하는 걸 많이 선택했지만 주변 지역 주민들은 폴란드를 더 많이 선택했기 때문에 폴란드에 속했다. 이후 폴란드 실레지아 주에 속해서 독일과 국경을 접했다. 유제프 피우수트스키(Józef Piłsudski) 군사 정권 기간에도 독일인 탄압은 우크라이나인, 벨라루스인, 리투아니아인에 비해서 심하지는 않았는데 그 이유는 비슷한 시기에 아돌프 히틀러가 집권했기 때문이다.
제2차 세계 대전 뒤에는 도시에 환경 오염이 심각해졌다. 하지만 공산정권 붕괴 이후에는 환경 오염이 조금씩 개선되었다. 1953년 소련의 이오시프 스탈린이 사망한 이후에 도시 이름이 스탈리노그루트(Stalinogród)로 바뀌었지만 1956년 스탈린 격하 운동의 일환에 따라 원래 이름으로 바뀌었다.
실롱스키에 대학교(Uniwersytet Śląski w Katowicach) 등 많은 교육 기관들이 설립되어 있어서 학생도 많이 거주하고 있다. 카토비체에서 가까운 도시는 남동쪽으로 70km 지점에 크라쿠프, 남동쪽으로 30km 지점에 오시비엥침이 위치해 있다.

## 자매 도시
- 체코 오파바
- 체코 오스트라바
- 독일 쾰른
- 미국 모빌
- 프랑스 생테티엔
- 덴마크 오덴세
- 헝가리 미슈콜츠
- 네덜란드 흐로닝언
- 아일랜드 사우스더블린주
- 중화인민공화국 선양시
- 슬로바키아 코시체
- 우크라이나 도네츠크